# بيني فرناندو
بيني فرناندو هو منافس ألعاب قوى سريلانكي، ولد في 8 مايو 1969.

## وصلات خارجية
- بيني فرناندو على موقع الاتحاد الدولي لألعاب القوى (الإنجليزية)
- بيني فرناندو على موقع أوليمبيديا (الإنجليزية)